# ناحیه اورلند، شهرستان کوک، ایلینوی
ناحیه اورلند (به انگلیسی: Orland Township) یک منطقهٔ مسکونی در ایالات متحده آمریکا است که در شهرستان کوک (ایلینوی) واقع شده‌است. ناحیه اورلند ۹۴٫۴۵ کیلومتر مربع مساحت دارد ۲۱۵ متر بالاتر از سطح دریا واقع شده‌است.